# Raúl Fortunato
Raúl Fortunato fue un músico, director de orquesta de jazz, violinísta y trombonista argentino nacionalizado en Venezuela. Fue el cofundador del grupo Hawaiian Serenaders .

## Carrera
Raúl Fortunato fue un destacado músico y hábil arreglador argentino que logró notoriedad al integrar como co- director del grupo Hawaiian Serenaders, cuya agrupación tuvo su origen y debe su nombre a un pequeño conjunto que en los años 30 interpretaba música hawaiiana, dirigido por el cantante Osvaldo Novarro. Fortunato ingresa a este grupo en 1940 .
Anteriormente había sido trombonista de la Santa Paula Serenaders y había hecho sus primeras armas como violinista de la Orquesta Típica de Ciríaco Ortiz, en las que estaban también Juan Carlos Cobián en piano, Pedro Terrón en contrabajo, Cayetano Puglisi en violín y Aníbal Troilo en bandeneón.
La banda estaba orientada preferentemente a la interpretación de ritmos tropicales. En 1941 los Hawaiian Serenaders comenzaron a grabar en RCA, con Mi Ranchito, tema de Fortunato y Novarro, cantado por este último, y Bueno, Está Bien, interpretado por el otro gran vocalista que tuvo la orquesta, Jimmy Logan. En la primera mitad de los 50 grabaron en los sellos TK y Orfeo para volver en 1954 a RCA, en los que fueron los últimos discos de los más de cincuenta que grabaron en total. Por los Hawaiian Serenaders pasaron músicos de gran valía, entre ellos Carlos García en piano; Castrito y Alberto Alcalá en batería; Aldo "Nene" Nicolini en contrabajo; los hermanos José y Roy Granata, Francisco Mazzeo y el "Mono" Mariconda en trompeta; Francisco Bonfiglio en trombón y muchos más.
Junto a este grupo cobró amplia notoriedad durante la década de 1940. Luego formó su propia orquesta de jazz en la cual se inició la cantante Estela Raval bajo el pseudónimo de Lady Crooner en 1953, con quien grabó el tema Solito contigo, allí también estuvo el músico Ricardo Romero.
Trabajó también como arreglista y trombonista del grupo Los Cinco Latinos. Con su orquesta se destacó entre las ocho orrquestas de jazz que trabajaron para la propaganda peronista de los años 1950.
En 1960 comenzaron junto a Perotti a instalar en la planta baja de Cevallos 1152, una productora de discos, registrando la marca "Cíclope" . Gracias a sus interpretaciones el éxito del primer lanzamiento fue notable y el ritmo del merequetengue cobró rápida popularidad. La idea de Fortunato, en un principio, era la de grabar los viejos y exitosos tangos con voces que hicieran factible su introducción en otros mercados, con la línea melódica apoyada por saxo, clarinete y trombón. Pero el destino no quiso concretar la idea, dado que Raúl Fortunato fue contratado por Tito Martínez del Box para colaborar con él en la TV de Venezuela.
Sus últimos años lo residenció en Caracas, Venezuela.

## Temas interpretados
- Mi Ranchito
- Bueno, Está Bien
- El pato y la gallina
- Música, música
- Magdalena
- Me "vo" a morir
- Buenas noches Irene
- Conga de carnaval
- La rumbita candombe
- currucadita
- La conga de Jaruco
- Agua agua
- Eu brinco
- El maraquero
- Cecilia
- Ahí va su canción
- Porque tu lo quieres
- Recuerdalo siempre
- El frutero de Camaguey
- Chico chico
- En Acapulco
- Tumbaito
- Maria bonita
- Volvamos a querernos
- No me digas buenas noches
- Rumba bomba
- Maracas
- Mentiras de amor
- Candombera
- No me engañes corazón